# Binjai (Seuruway)
Binjai is een bestuurslaag in het regentschap Aceh Tamiang van de provincie Atjeh, Indonesië. Binjai telt 1367 inwoners (volkstelling 2010).